# Leptothorax satunini
Leptothorax satunini är en myrart som beskrevs av Mikhail Dmitrievich Ruzsky 1902. Leptothorax satunini ingår i släktet smalmyror, och familjen myror. Inga underarter finns listade i Catalogue of Life.